# Taşkale
Koordinaten: 37° 8′ 30″ N, 33° 36′ 43″ O
Taşkale ist ein Dorf im zentralen Kreis (Merkez İlçesi) der türkischen Provinz (İl) Karaman östlich der Stadt Karaman im Tal des İbrala Çayı (Yeşildere).

## Geographisch-geologische Aspekte

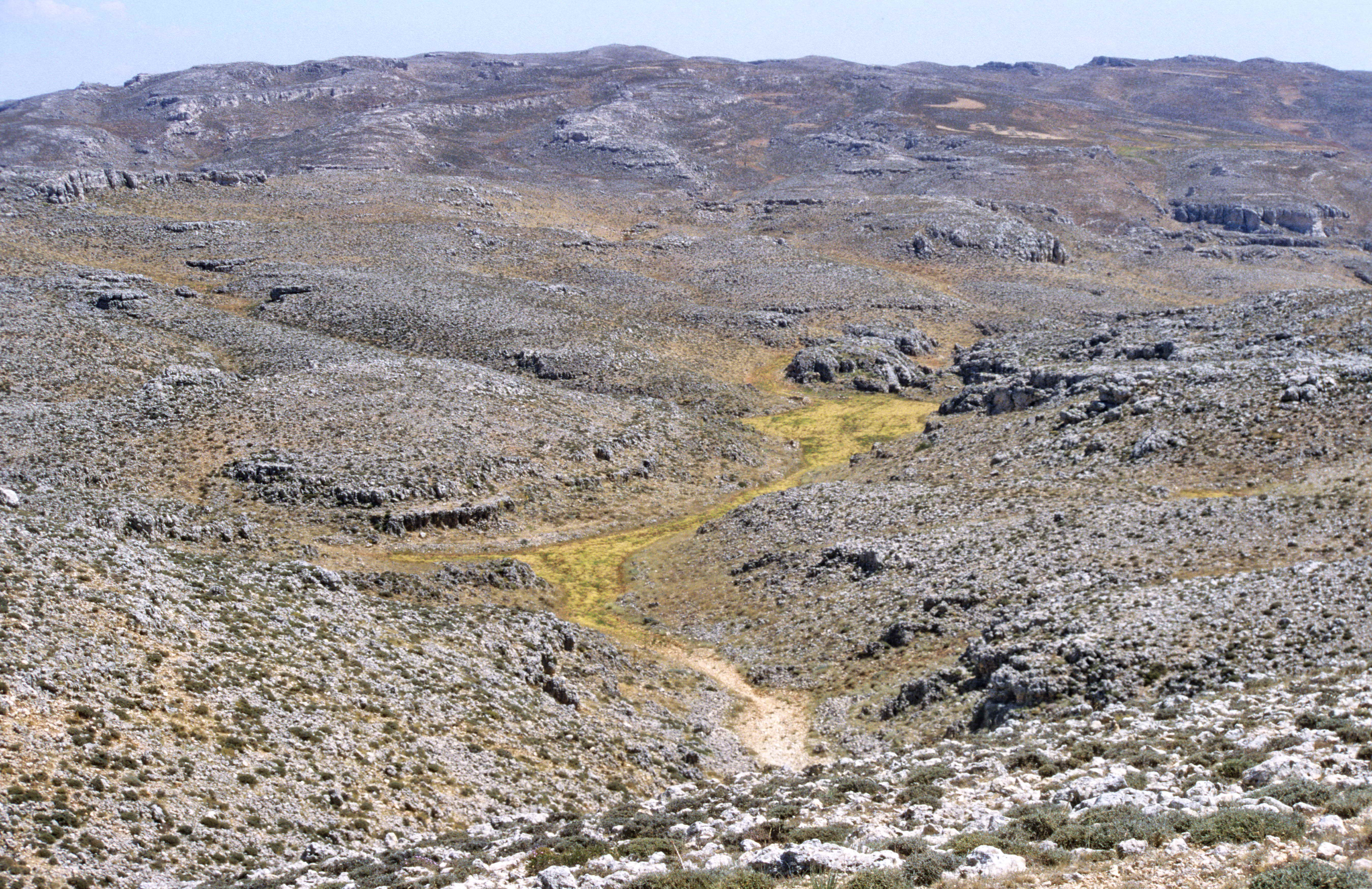
Eine weitgehend lebensfeindliche Karst-Hochflächenlandschaft prägt südlich von Karaman die östlichen Taşeli-Plateaus zwischen Taşkale und Kırobası.

Das geologisch-physischgeographische Umfeld von Taşkale ist geprägt von den nördlichen Ausläufern der östlichen Taşeli Plateaus. Eine weitgehend lebensfeindliche Karst-Hochflächenlandschaft prägt südlich von Karaman diese Plateaus zwischen Taşkale und Kırobası. Sie beginnen bei etwa 1000 m Höhe am Rande der Konya-Ebene und erreichen in Richtung Süden Höhen bis über 2100 m. Auf dieser hochgelegenen, flach nach Norden geneigten miozänen Kalkplatte in den nordwestlichen Ausläufern der Bolkar Dağları im mittleren Taurus ist um die 1400–1500 m Höhe eine stark verkarstete Hochflächenlandschaft ausgebildet, in die der nach Inneranatolien hin entwässernde İbrala Çayı bis zur Karaman-Ebene eine markante Talschaft eingefräst hat.
Innerhalb des Talverlaufs des İbrala Çayı, der unter verschiedenen Namen, wie Yeşildere und Büyükkoraş Çayı, bekannt ist, gibt es zwei größere Siedlungen (Taşkale und Yeşildere) sowie sechs Dörfer (Pınarkaya, Büyükkoraş, Kızıllarağaini, Nalıma, Sarıkaya und Üçbaş), die sich weitgehend im südlichen Teil auf dem Talboden konzentrieren. Der İbrala Çayı, der auf einer Länge von mehr als 20 km in Ost-West-Richtung ein schmales und tiefes Tal schuf, teilt das Taşeli Plateau dort in zwei große Teile:
- Das Kuzey Taşkale Plateau (nördliches Taşkale-Plateau) mit einem schlichten, flachen Relief ist durch kleine Täler fragmentiert, die durch kurze Bäche gebildet werden und zur Konya-Ereğli-Ebene hin entwässern. Nur wenige dieser kleinen Bäche verbinden sich mit dem İbrala Çayı.
- Im Süden von Taşkale (İbrala-Plateau) dagegen gibt es zwischen Çomak Tepe und Çakmak Tepe zahlreiche Karstformen, wie Spaltenkarren, Dolinen und Uvalas. Die Breite der in Taşkale und Umgebung vorkommenden Spaltenkarren kann 20 bis 30 cm und ihre Länge einige Meter überschreiten. Mit der Erosion der Region im oberen Pliozän und dem Entfernen der dicken Bodenbedeckung im späten Pleistozän wurden solche Spaltenkarren in einem weiten Gebiet freigelegt. Uvalas, die durch die Fusion von Dolinen im Karstgebiet entstanden sind, befinden sich auf dem Ibrala-Plateau vor allem südlich von Taşkale beim Elmadağ und Jurte Tepesi und werden dort als Ackerflächen verwendet. Auf dem İbrala-Plateau verlaufen zudem zahlreiche kleinere Täler saisonaler Bäche, die mit der Mündung in das Haupttal des İbrala Çayı einen breiteren Talboden bis hin zum İbrala-Damm gebildet haben.[3]

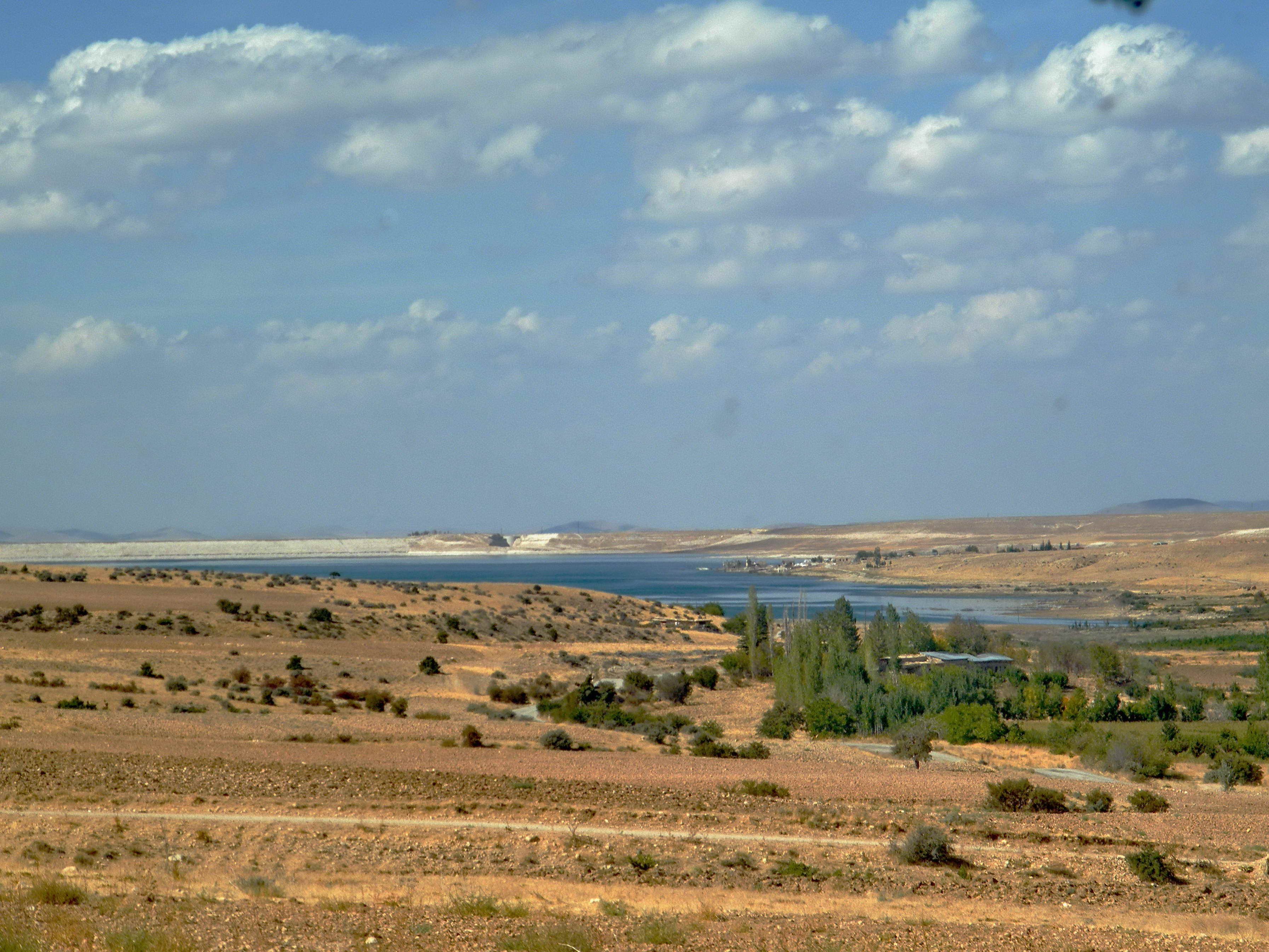
Der 2011 in Betrieb genommene İbrala Damm sammelt die Gewässer des İbrala Çayı und seines Einzugsbereichs.

Der İbrala Çayı selbst mit einer Länge von 69 km und einem Einzugsbereich von 225 km² sowie einer durchschnittlichen Durchflussrate von 826 l/sec. bezieht seine Haupt-Ressourcen vom östlich gelegenen Meyir Dağı. Der İbrala Çayı beginnt als saisonal fließendes Gewässer als Aksuvat Suyu. Er erreicht mit mehrfachem Richtungswechsel bei Taşkale den engsten Teil des Yeşildere-Canyons, der bei den historischen Getreidespeichern von Tașkale am Nordhang eine Stufenstruktur aufweist, nimmt dort die große Karstquelle von Gürlevik auf und setzt seinen Weg in einem engen Tal fort. Die Karstquelle entspringt 100 m über dem südlichen Talhang (s. u.). Im weiteren Verlauf verschwindet vor allem im Süden von Taşkale der Canyon-Charakter des Tales, und es wird zu einem Sohlental mit einer 500 m breiten Talaue. 15 km östlich von Karaman bei Ağılönü sammelt der 2011 in Betrieb genommene İbrala-Damm die Gewässer des İbrala Çayı und seines Einzugsbereichs.

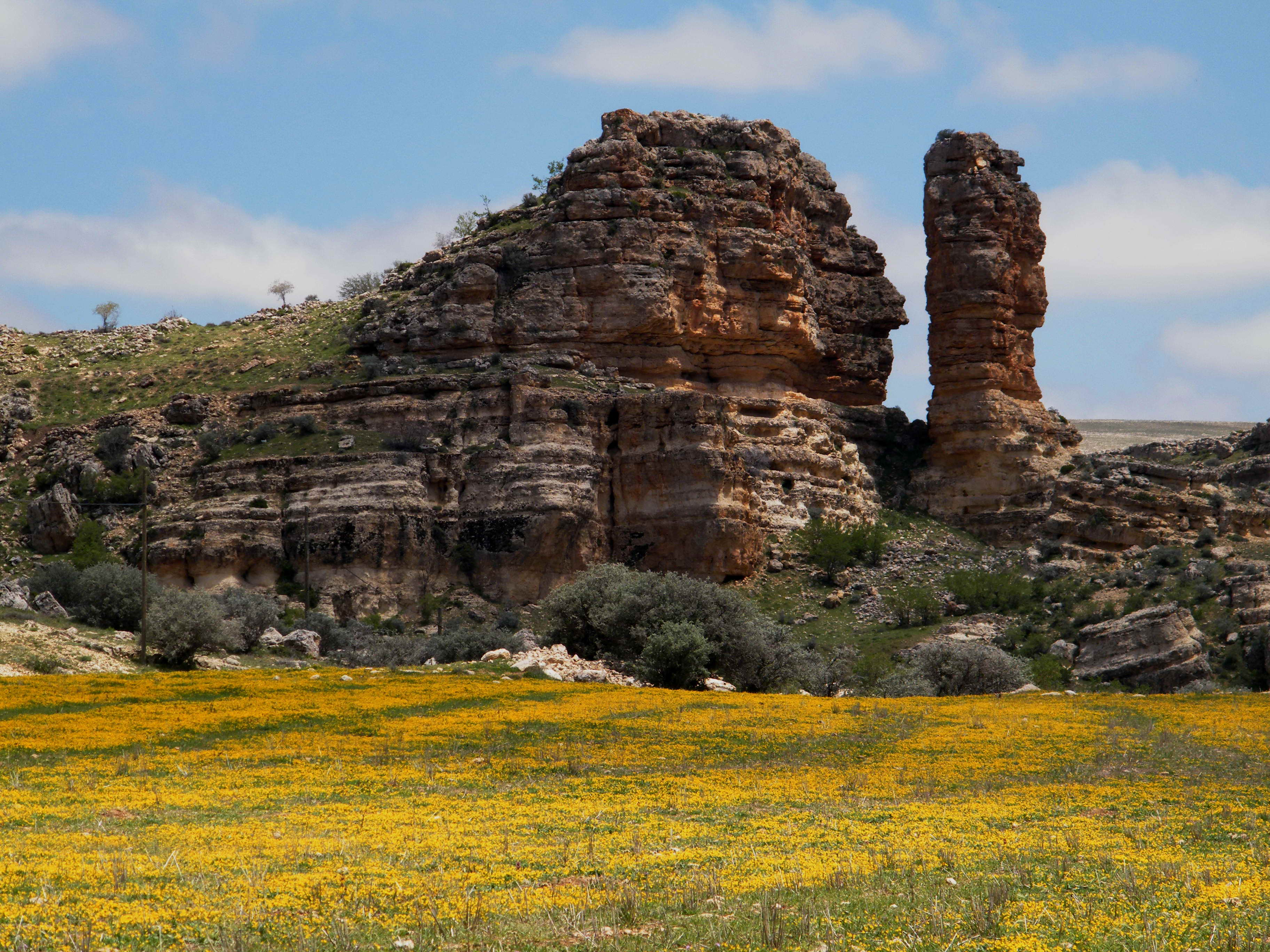
Die Erosion hat in den ausgedehnten Ablagerungen von Kalkstein, Mergeln, Kalksandsteinen und kieseligen Sedimenten aus der Kreidezeit und dem Tertiär in den rot schimmernden Felsformationen auf der Straße zum Dorf Taşkale zur Entwicklung von Höhlen und Ausbildung auffälliger Felsnadeln geführt.

Auf dem Plateau zwischen Yeşildere und Taşkale bilden unter anderem junge tertiäre Vulkanformationen, die bis ins Holozän reichten, dicke Deckschichten in horizontaler Lagerung. Darüber hinaus hat die Erosion in den ausgedehnten Ablagerungen von neritischem Marno-Kalkstein (Flachwasser-Sedimente), Mergeln, Kalksandsteinen und kieseligen alten Ablagerungen aus der Kreidezeit und dem Tertiär zur Entwicklung von Höhlen sowie zur Bildung auffälliger Felsnadeln etc. geführt. In diese „Kıraman-Formation“ wurden seit der Antike höhlenartige Getreidespeicher gegraben, für die Taşkale bekannt ist. Diese Formation, die von Gedik et al. als Mut-Formation bezeichnet wird, ein großes Gebiet abdeckt und im Allgemeinen aus Carbonaten und Kalksteinen mit Riffcharakter besteht, ist deutlich u. a. um die Dörfer Taşkale und Yeşildere zu sehen. Darin wurden rund um Taşkale auch zahlreiche weitere Höhlensysteme angelegt. Die auffälligsten dieser Höhlen sind die Manazan-Höhlen, die Incesu-Höhle und die Asarini-Höhle.

## Ortsgeschichte
Forschungsergebnissen zufolge reicht die Geschichte von Taşkale (ehemals Kızıllar = die Roten) bis in das 2. und 3. Jahrhundert n. Chr. zurück. Funde in historischen Ruinen und alten Siedlungen rund um Taşkale, insbesondere in den Manazan-Höhlen, lieferten Spuren einer phrygischen, spätrömischen, frühchristlichen und byzantinischen Besiedlung in Höhlenwohnungen. Die älteste Siedlung am Platz von Taşkale entstand vermutlich im Norden des Ortes in Form von Höhlenwohnungen, die bis heute noch partiell als Getreidelager genutzt werden. Taşkale hieß früher Kızıllar nach dem Namen eines turkmenischen Nomadenstammes sibirisch-türkischer Hakas- und Abakan-Tataren bzw. der im Osten des Kaspischen Meeres lebenden Yamuts, die mit der mongolischen Invasion nach Anatolien auswanderten und sich in 16 Dörfern und Städten in 13 Provinzen (u. a. in Kayseri, Sivas, Adana, Maraş, Bolu, Tarsus, Mersin, Afyon, Bolvadin, Dinar, Şarkıkaraağaç und Çerkeş) niederließen und gemäß der Siedlungspolitik des Osmanischen Reiches auch in der Region Karaman angesiedelt wurden, demnach wohl auch im später Taşkale genannten Ort Kızıllar. Die meisten Kızıllar- und Sofular-Stämme, die sich in Karaman niederließen, lebten in den Orten Taşkale (Kızıllar) und Yeşildere (İbrala) und umliegenden Weilern. Insgesamt geht man bei beiden Orten von kontinuierlich bewohnten Plätzen auch unter dem seldschukisch-karamanidischen Karamanoğulları-Fürstentum (Beylik) und auch während der osmanischen Zeit aus. Das dortige Siedlungsgebiet von Taşkale dehnte sich damals zum Talhang hin aus. Kultstätten verschiedener Religionen in der Umgebung machen zudem deutlich, dass Bewohner verschiedener Glaubensrichtungen dort zusammenlebten. Während dieser Zeit hatte der Ort verwaltungsmäßig eher einen dörflichen Status und erhielt erst in der Republikzeit vorübergehend den Rang einer Stadt.  Von Semavi Eyice wissen wir, dass Bertrandon de la Brocquière (La Brosiere) 1432 von Südanatolien nach Istanbul reiste und dabei auf dem Weg von Ereğli (Aradie) nach Larende (Karaman) Höhlensiedlungen der frühchristlichen Zeit erwähnte und dort in einem Dorf (vermutlich Taşkale) unweit der Manazan-Höhlen übernachtete. Brosiere vermerkte, dass dieser Ort eine historische Siedlung ist, die in die Felsen gehauen ist, und dass Menschen auch in der Manazan-Höhle lebten. Laut İbrahim Konyalı war Manazan auch während der osmanischen Zeit eine Siedlung. Allerdings existieren seiner Erfahrung nach keine Quellen mit einem exakten Datum oder bestimmbare Überreste hinsichtlich Taşkale, abgesehen von der sogenannten „Taş Camii“, die in frühchristlicher Zeit eine Kapelle war. Er datiert aber die Taşkale-Höhlenlager, die anderen historischen Siedlungen ähnlich sind, in die anatolische frühchristliche Zeit.
In den detaillierten Registerbüchern des Jahres 1500 ist der Name Kızıllar noch nicht verzeichnet, aber es gibt spätere Hinweise aus dem 16. Jahrhundert auf Siedlungen bei Manizan/Manazan, die „Kızıllar“ benachbart liegen („Mufassal Tahrir“, Notizbücher der Jahre 1500, 1541 und 1584 n. Chr.). 1530 wird Kızıllar im „Muhâsebe-i Vilâyet-i Karaman“ (Steuerregister des Vilayet Karaman) und im „Rûm Defteri“ (Buch des Eyalets Rum) als „Kızıllar Yurdu“ (Wohnplatz der Roten) im Liva Larende (Karaman) erwähnt, was zeigt, dass sich die Kızıl Oğuz Yürüken (Rote Oghusen Yürüken) dort niedergelassen hatten. Osman Gümüşçü (historischer Geograph der Çankırı-Universität), der die Siedlung und Bevölkerung im Bezirk Larende (Karaman) im 16. Jahrhundert erforschte und auf einer Karte dokumentierte, platzierte einen Ortspunkt mit dem Namen „Kızılcalar“ anstelle von „Kızıllar“ in der Verwaltungsverteilungskarte des „Bezirks Larende“ für das Jahr H 992 (1584). İbrahim Hakkı Konyalı (türkischer Geschichtsforscher aus Konya), der die Geschichte Karamans erforschte und veröffentlichte, vermerkte aufgrund eines Ilam (richterlicher Bescheid) von Nasuh Bey 1652 die damalige Existenz von Manazan und berichtete, dass dieser Ort später zerfiel und die Bewohner nach İbrala (Yeşildere) abwanderten. Darüber hinaus wurde erklärt, dass 1652 der Steuerbetrag des Karye-i Kızıllar (Dorf Kızıllar) 300 Münzen betrug. Im November 1763 erscheint Kızıllar unter der Nummer 288 des Gerichts-Registers von Karaman als eines der 29 Dörfer des Karaman-Distrikts. Sapancalı Muallim Hüsnü Bey (1893–1958), Pädagoge und Schriftsteller aus Sapanca (Provinz Sakarya), der über das soziale Leben, die Geschichte und die Geographie von Karaman schrieb, erwähnt 1922 in seinem Buch „Karaman Ahval-i İçtimâiyye Coğrafiyye ve Tarihiyyesi“ (Karamans gesellschaftliche Zustände, Geographie und seine Geschichte) die Existenz einer „Kızıllar-Medresse“, die allerdings in den Aufzeichnungen des 18. Jahrhunderts sonst nirgendwo auftaucht. 1844 wurde Kızıllar im Jahres-Dividendenbuch als Ort mit 4 Stadtteilen (Mahalle) um die Kızıllar-Moschee und andere Moscheen bezeichnet:
- 1. Ali Ağa Mescidi Mahallesi: Anzahl der Hane 37 (Hane=Familien),
- 2. Câmi-i Şerîf Mahallesi (Hauptmoschee): Die Anzahl der Hane 27,
- 3. Taş Mescid Mahallesi Die Anzahl der Hane 19,
- 4. Kasım Mescidi Mahallesi Die Anzahl der Hane 27.

Demnach lebten 1844 in Kızıllar 110 Familien – in etwa also 550 Personen bei 5 Personen je Haushalt. Das ist in etwa auch vergleichbar mit den Werten von 1873 und 1897 (siehe unten Abschnitt Bevölkerungsentwicklung). 1922 wird Kızıllar in der Veröffentlichung von Nazmi Selcen „Türkiyenin Sıhhi-i İçtimai Coğrafyası (Konya Vilâyeti)“ (Gesundheits- und Sozialgeographie des Vilayet Konya) über die Provinz Konya unter 14 Dörfern aufgeführt und ist dann 1928 in dem auf Osmanisch verfassten Buch „Son Teşkilat-ı Mülkiyede Köylerimizin Adları“ (Namen unserer Dörfer in der letzten Erfassung) unter den 10 Dörfern in der Gemeinde İbrala (Yeşildere) im Bezirk Karaman der Provinz Konya erwähnt. Am 15. Juni 1989 wurde der Bezirk Yeşildere dem Zentralbezirk von Karaman angegliedert (Amtsblatt vom 21. Juni 1989, Nr. 20202).
In Rahmen einer Peuplierungspolitik des Osmanischen Reiches war ein Teil dieser Kızılar-Bevölkerung bereits im 15. Jahrhundert nach Rumelien (Balkan) geschickt und dort in Komotini, Dimetoka, Kavala, Skopje, Vardar, Thessaloniki, Silistra, Monastir in Dörfern angesiedelt worden. Unter diesen umgesiedelten Kızıllar waren sogenannte „Konyalı“ (aus der Region Konya kommend) aus Karaman, zu denen u. a. auch Atatürks mütterliche Vorfahren sowie Kocacık-Yürüken aus Atatürks väterlicher Abstammungslinie von Taşkale (Karaman) gehört haben sollen. Einer von Atatürks Großvätern, „Kızıl Hafiz Ahmet Efendi“, Mitglied der „Kızıllar Ashireti“ (Stamm der Kızıllar), emigrierte 1466 aufgrund des Edikts des Sultans nach Rumelien. Beide Großväter von Mustafa Kemal Atatürk wurden zur Zeit von Fatih Sultan Mehmet (Mehmed II., 1432–1481) von Kızıllar aus (Provinz Karaman, Zentralanatolien) nach Rumelien geschickt.

## Bevölkerungsentwicklung
Das Dorf, das in den Aufzeichnungen von 1914 noch Kızıllar genannt wird, wurde 1952 in „Taşkale“ umbenannt. 1967 erhielt der Ort eine kommunale Verwaltung (Belediye). Der kommunale Status der Stadt endete 2013, nachdem die Bevölkerungszahl unter 2.000 Personen gesunken war. Der Ort hatte 2019 nur noch 531 Einwohner. Nach einem Bevölkerungshochstand von 4097 Einwohnern (1985) war die Zahl der Bewohner 2007 bereits unter die 1000er-Marke (952 Ew.) geschrumpft und damit unter den Wert zu Anfang des 20. Jahrhunderts (1902: 1206 Ew.) gefallen. Obwohl Taşkale seit der Antike eine feste Siedlung ist, gibt es bis zur Vorrepublik-Zeit aus osmanischen Quellen fast keine Daten über die Bevölkerung. Aus osmanischen Aufzeichnungen geht lediglich hervor, dass 1873 in Taşkale 381 Bewohner in 158 Haushalten und 1897 in 170 Haushalten 1051 Menschen lebten. Nach einem für die türkische Landbevölkerung seit Mitte des 20. Jahrhunderts typischen Bevölkerungswachstum aufgrund hoher Geburtenzahlen und abnehmender Kindersterblichkeit hatte Taşkale 1970 die stattliche Bewohnerzahl von etwas mehr als 3000 Personen erreicht, aber bereits zwischen 1970 und 1985 einen auffälligen Bevölkerungsrückgang verzeichnet. Damals hatte es, wie auch in anderen Teilen des Landes, eine erhebliche Migration als Gastarbeiter auch von Taşkale ins Ausland gegeben. Ein Teil dieser Bevölkerung kehrte jedoch nach 1985 z. T. im Ruhestand freiwillig nach Taşkale zurück. Nach 1985 sank die Bevölkerung von Taşkale erneut: Von 4097 auf 2224 Bewohner im Jahr 2000 aufgrund von Abwanderung nach Karaman und in andere Teile der Türkei (Landflucht). Der Trend setzte sich auch bis zur Gegenwart fort.

## Lage, Strukturierung und Ausstattung
Taşkale (Kızıllar) liegt auf etwa 1300 m Höhe im Süden Zentralanatoliens, 46 km vom Provinzzentrum Karaman entfernt im und an den Flanken des engen und tief in die ca. 1500 m hohen Hochflächen des östlichen Taşeli-Plateaus eingeschnittenen İbrala Çayı-Tales (Yeşildere). Die Gemeinde grenzt im Westen an die kleine ländliche Gemeinde Yeşildere, im Nordwesten an die Region der Stadt Karaman, im Süden an die Kreise Mut und Silifke der Provinz İçel (Mersin) und im Osten an die Kreise Ayrancı (Provinz Karaman) und Ereğli (Provinz Konya). Der Ort ist von Karaman aus über die Staatsstraße D350 (Karaman – Ereğli) und die Regionalstraße 42-31 vorbei am İbrala-Stausee via Yeşildere durch das Tal des İbrala Çayı zu erreichen. Eine weitere lokale Verbindung südwärts Richtung Silifke führt über das Taşeli-Plateau nur über untergeordnete, partiell geschotterte Verbindungsstraßen via Kırobası (Kreis Silifke) und Uzuncaburc (Olba Diocaesarea) an die Südküste. Es gibt täglich regelmäßige Minibus-Verbindungen von Taşkale in die Innenstadt von Karaman. Der Ort ist telefonisch über Festnetz bzw. mobil über GSM-Netz erreichbar. Außer einem städtischen Gästehaus und einigen Pensionshäusern gibt es in Taşkale bislang keine reguläre Unterkunft. Da der Ort ein bedeutendes touristisches Potenzial aufweist, ist mittlerweile ein Hotelprojekt mit 100 Betten geplant.

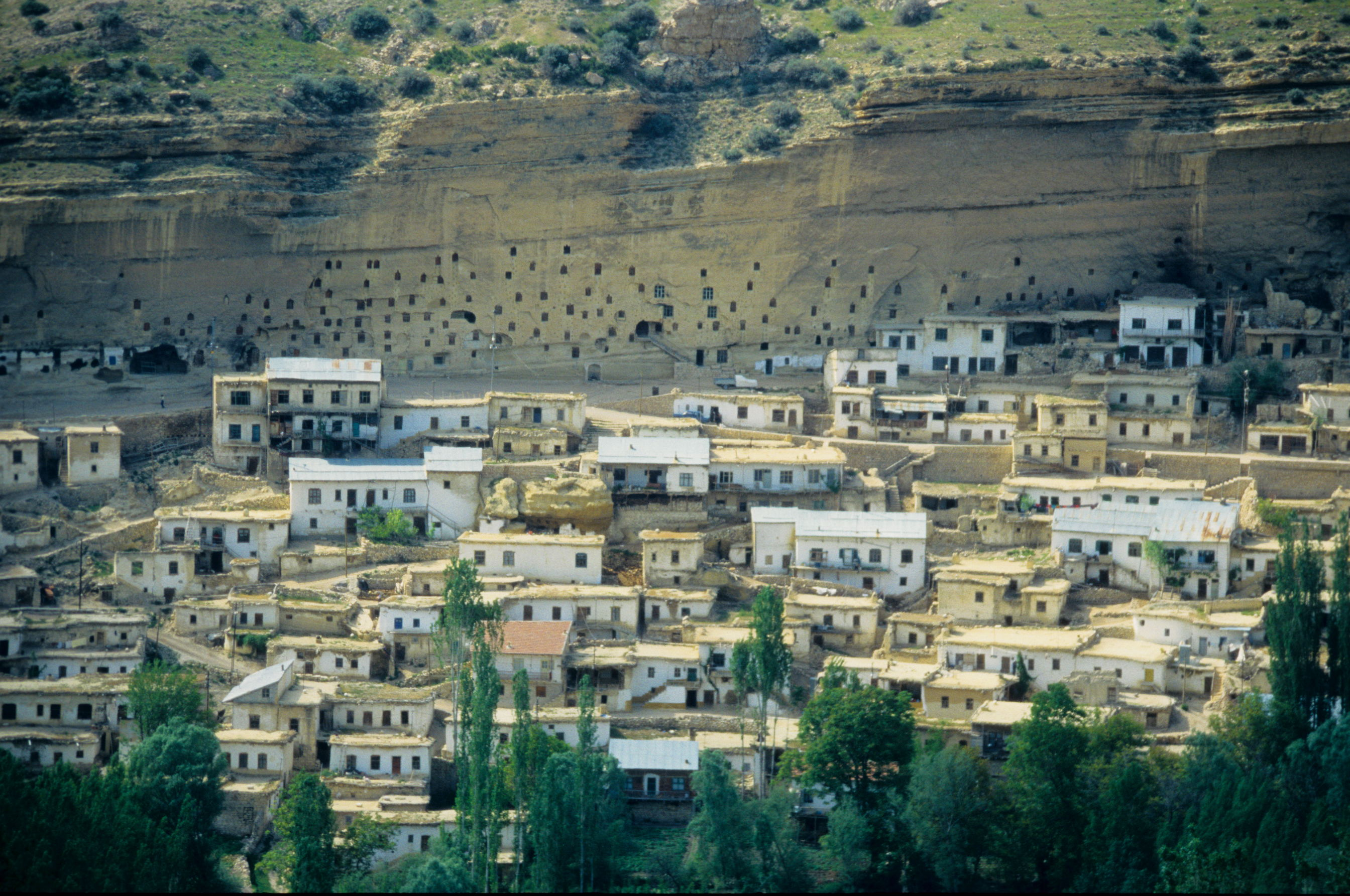
Blick auf die typischen Flachdach-Fachwerkhäuser im alten Ortskern und die historischen Speicherhöhlen in der Gesteinswand von Taşkale.

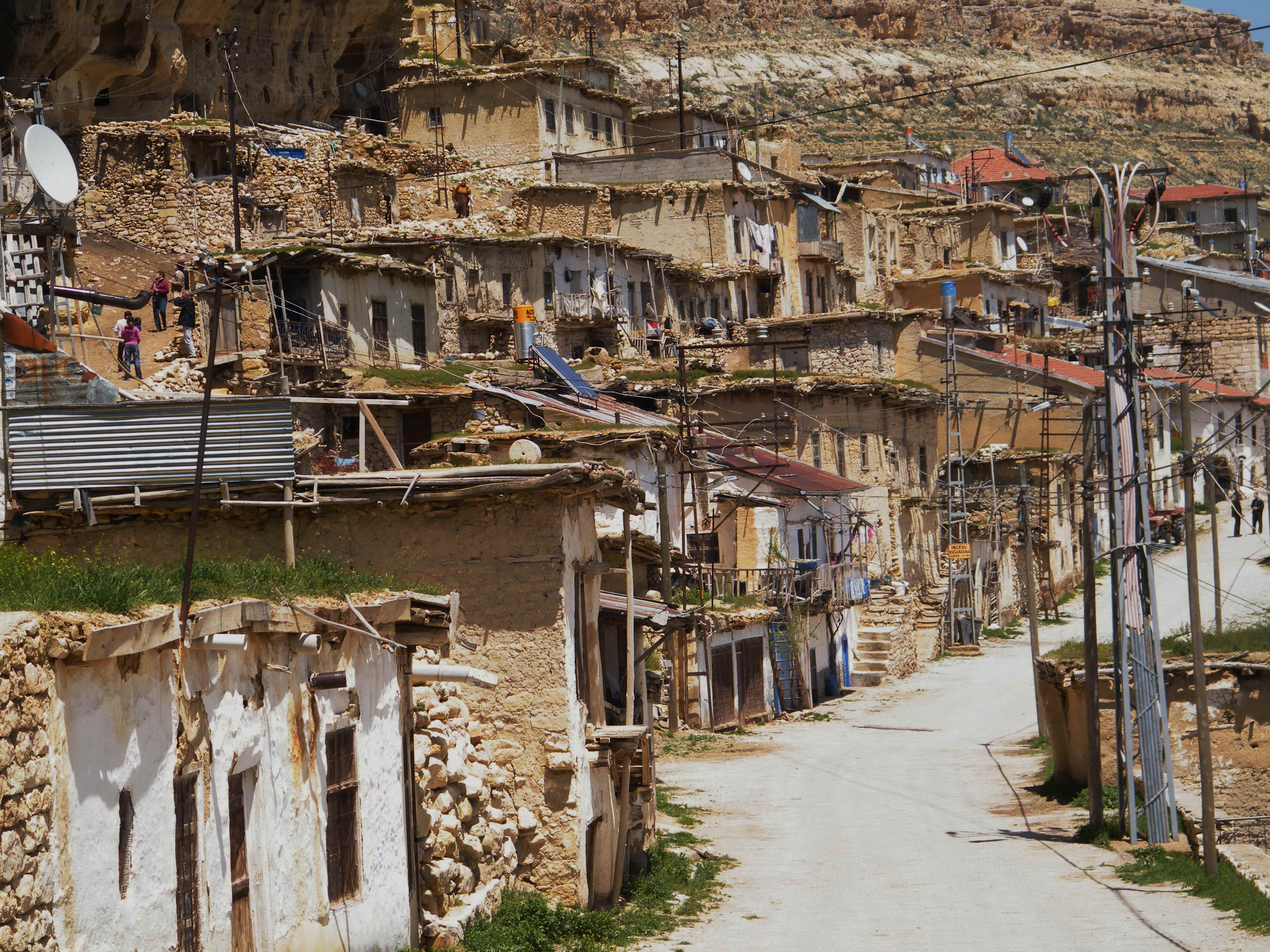
Die Häuser im alten Ortskern von Taşkale mit ihren weitgehend flachen Erddächern steigen am Nordhang des engen İbrala-Bachtals terrassenförmig an, wobei ihre übereinander gebauten Dächer die Funktion der (fehlenden) Innenhöfe des jeweils darüberliegenden Hauses übernehmen.

Von den insgesamt 899 (2007) Gebäuden des Ortes sind 191 Einfamilienhäuser, 517 gemischte Wohn- und Nebengebäude, 133 landwirtschaftliche Gebäude, 10 Gewerbebetriebe, eine Industrieanlage, zwei Grundschulen, ein Gemeindehaus und vier Moscheen. Taşkale zeigt eine in weiten Teilen des Taurus verbreitete alte Architektur der älteren Dorfhäuser, wie man sie unter anderem auch in Taşkent und Hadim (Provinz Konya) findet. Die topografischen Bedingungen am Ort erforderten den Bau von Gebäuden in einem sehr engen Tal mit vergleichsweise steil abfallenden Talflanken. Die älteren Gebäude mit weitgehend flachen Erddächern steigen am Nordhang des engen İbrala-Bachtals terrassenförmig von der Tallinie des İbrala Çayı an, wobei ihre Dächer in Stufen übereinander gebaut sind und dabei die Funktion der (fehlenden) Innenhöfe der jeweils darüberliegenden Häuser übernehmen. In diesen traditionellen Bauten gibt es zwischen dem Privat- (Harem) und Begrüßungs-Bereich (Selamlık) zwei Räume als „Mabayn“-Zimmer, zu dem unter Umständen auch Fremde Zutritt haben. Und es gibt bei ihnen keine Innenhöfe, abgesehen von sozialen und religiösen Bauten, wie Gemeindehaus (Belediye, Rathaus), Moscheen oder Schule. Die z. T. vollständig aneinandergebauten Gebäude haben zumeist zwei Etagen, haben eine durchgehende Fassade und sind nur zu engen Gassen hin offen, die Fenster und Türen vergleichsweise klein. Die Bauten sind in der Regel einfache Fachwerkkonstruktionen aus Stein, Erde/Lehm und Holzbalken aus Kiefer, Wacholder und Pappel. Darüber hinaus findet man Lehmziegelhäuser aus Adobe-Material, Stein und Holz.

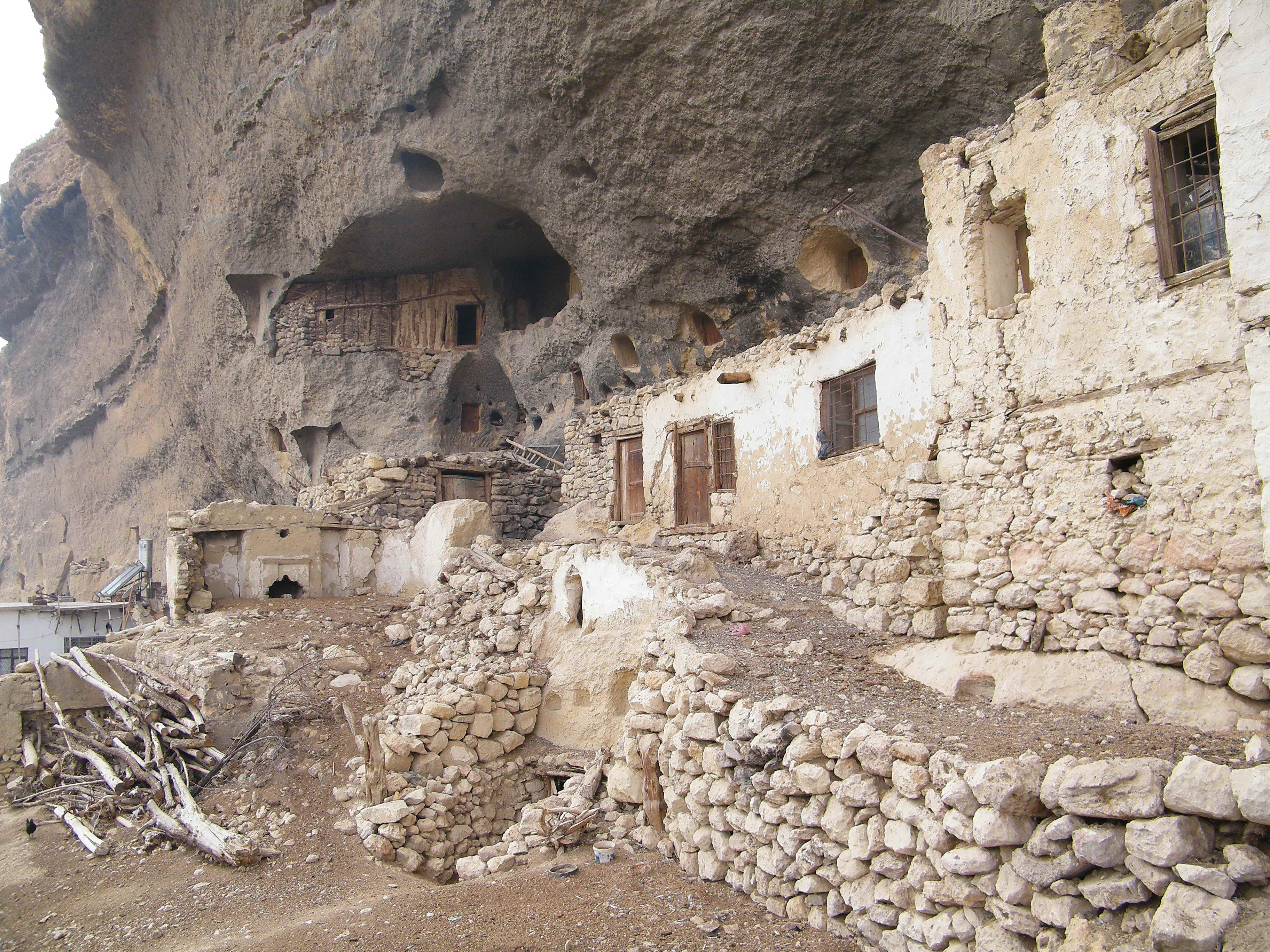
Manche der Adobe-Gehöfte unter den Höhlen in der Gesteinswand in Taşkale wurden mittlerweile zu Gunsten modernerer Bauten verlassen und sind zusammengebrochen.

Je nach der sozioökonomischen Stellung und Familienzugehörigkeit ist die traditionelle Bauweise allerdings inzwischen auch zu Gunsten moderner Baumaterialien aus Ziegeln, Zement, Eisen und PVC aufgegeben worden. Enteignungen zur Erweiterung der engen Gassen und Straßen haben den Einsatz moderner Baumaterialien beschleunigt, so dass die traditionellen authentischen Haustypen allmählich abnahmen, entweder zerstört und neu gebaut oder sich selbst überlassen wurden, so dass sie unter natürlichen Bedingungen zusammenbrachen. Insbesondere der neu errichtete Ortsteil Atatürk besteht vollständig aus einstöckigen, nach einheitlichem Plan errichteten modernen Häusern mit verzinktem (Blech-)Satteldach. Tür- und Fensterrahmen bestehen aus Metall und PVC.

## Wirtschaftliche Merkmale
Da es sich bei Taşkale um eine ländliche Siedlung handelt, ist die Zahl der Beschäftigten im Agrarbereich recht hoch. 86 % der arbeitenden Bevölkerung in Taşkale arbeiten in der Landwirtschaft und in der Viehhaltung, 8 % in verschiedenen Dienstleistungssektoren und 6 % in der verarbeitenden Industrie, im Steinmetz- und Bergbausektor. Travertin z. B. wird von 3 privaten Unternehmen in der Umgebung von Taşkale abgebaut. Neben typischen Einrichtungen zur Grundversorgung, wie Lebensmittelgeschäft, Restaurant, Bäckerei, Metzger und Kaffeehaus, stehen Landwirtschaft und Tierhaltung, Weinbau und Imkerei zur Deckung des täglichen Bedarfs als wirtschaftliche Aktivitäten in Taşkale im Vordergrund. Einige der hergestellten Produkte werden aber auch an andere Orte vermarktet.

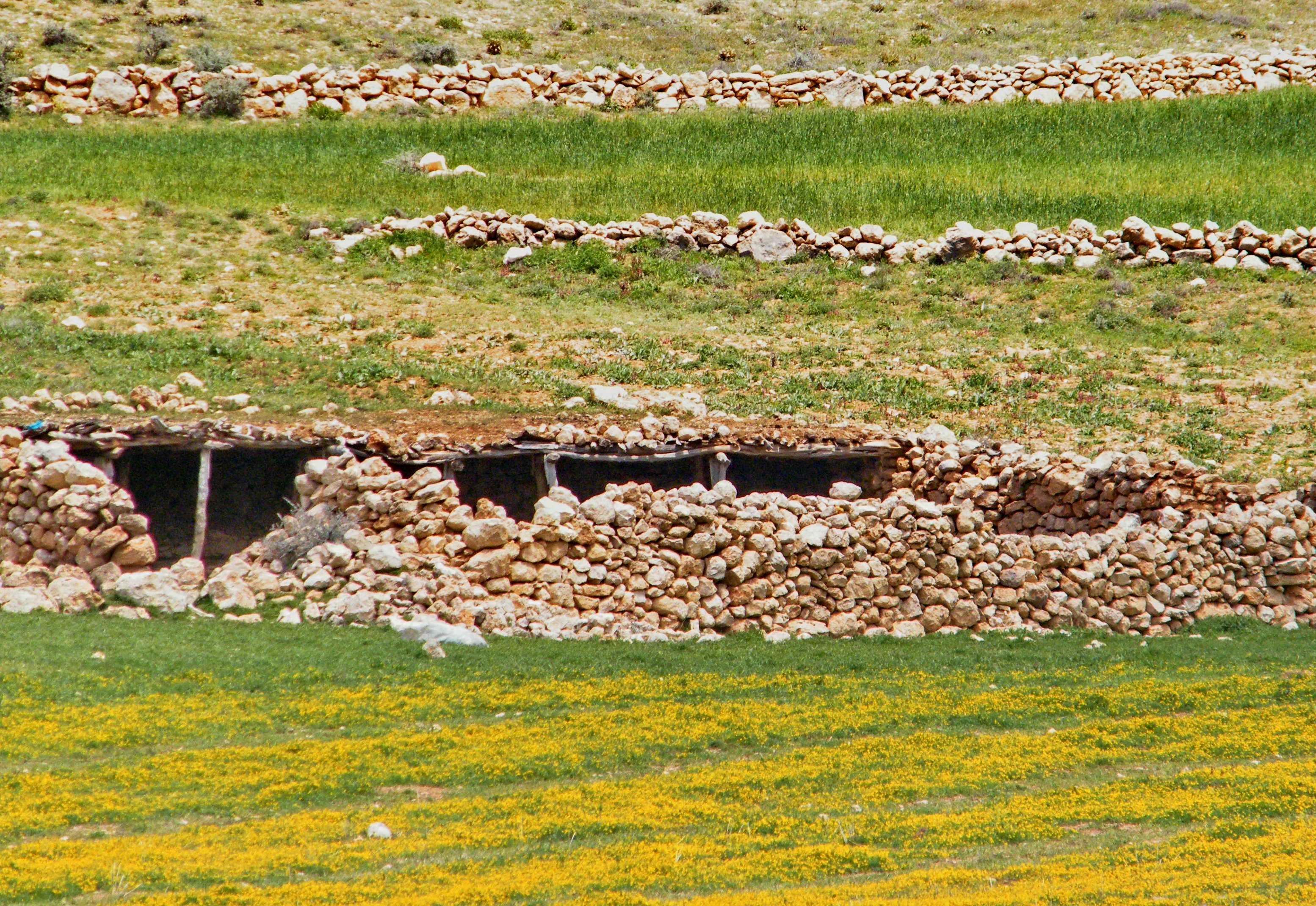
Verloren wirkt der einsame Viehstall zwischen den frischen Getreidekeimlingen auf der Hochfläche oberhalb von Taşkale, wo eher marginale Erträge zu erwarten sind.

Beim Ackerbau steht in der Gemeinde Taşkale die Getreidekultivierung im Trockenfeldbau an erster Stelle. Für den dortigen Anbau eignen sich die dunkelroten bis braunen zonalen Böden mit neutraler und basischer Reaktion, die sich vor allem im mediterranen Klima auf Kalksteinen entwickeln, in denen das Eisen im Boden mit steigender Temperatur stark oxidiert wird (Eisenoxyd, rote Farbe) und in denen die Menge an organischer Substanz im Boden gering ist, da sich organische Substanzen bei hohen Temperaturen eher zersetzten. Die Erträge sind dabei auf den wenig tiefgründigen Böden der Hochflächen partiell eher marginal. Dennoch werden durchschnittlich jährlich (2008) insgesamt 8.000 Tonnen Getreide erwirtschaftet, davon 5.000 Tonnen Weizen, 2.100 Tonnen Gerste und Roggen sowie 900 Tonnen Linsen und Kichererbsen. Wein- und Baumkulturen im Gartenbau sind vor allem wegen der Bewässerung entlang des İbrala Çayı verbreitet. Dabei werden jährlich 7.000 Tonnen Äpfel, 2.000 Tonnen Aprikosen und ca. 180 Tonnen Walnüsse geerntet.
Viehhaltung bildet einen weiteren wichtigen Wirtschaftsfaktor, besonders die Kleintierhaltung mit 12.000 Karaman-Schafen und 2.000 Ziegen für die Herstellung von Milch und Milchprodukten, wie Schafsjoghurt und Tulumkäse. Die natürlichen Felshöhlen der Umgebung, die speziell für die Lagerung verwendet werden, verleihen Tulum-Käse einen besonderen Geschmack. Diese Käsesorten werden in verschiedene Teile der Türkei vermarktet, insbesondere in Konya und Karaman. Im Jahr 2008 wurden in Taşkale insgesamt 400 Tonnen Tulumkäse hergestellt. Die Großviehhaltung mit 150 Rindern bleibt eher bescheiden und dient weitgehend der Eigenversorgung. Die Karaman-Schafe, die hauptsächlich für die Produktion von Wolle und Tulumkäse gehalten werden, sind zudem bedeutsam für die Produktion der lokalen Kızıllar-Teppiche.
Noch bis vor wenigen Jahren war Taşkale (Kızıllar) ein traditionell handwerklich arbeitendes Teppichwebzentrum für sogenannte Kızıllar-Teppiche mit über 40 traditionellen Teppichdesigns, deren Muster und Motive noch aus Zentralasien stammen, in den letzten Jahren allerdings ihre frühere Bedeutung verloren haben. In der Region gibt es zurzeit noch 120 Teppichwebstühle, mit denen 80 Familien ihren Lebensunterhalt verdienen. 40 davon alleine arbeiten innerhalb der Tașkale-Gemeinde und stellen auch touristische Textilien her, wie Kissen, Satteltaschen, Taschen und Gebetsteppiche. Nach Aussagen der Dörfler geht dieses Handwerk auf seldschukische Ursprünge zurück.

## Klimatische Aspekte
Da Tașkent selbst nicht über eine Klimastation verfügt, liegen für diese kleine Siedlung auch keine lokalen Klimadaten vor, so dass man auf Werte des nahen Karaman zurückgreifen muss, das allerdings mit 1025 m Höhe etwa 300 m niedriger liegt als Taşkale, sodass die Daten nur bedingt vergleichbar sind. Die Region von Karaman ist durch ein halbtrockenes, wasserarmes Sommerklima mit einem winterlich feuchten Meereseffekt geprägt. Tașkale befindet sich also in einer halbtrockenen Steppen-Klimazone. Danach beträgt die jährliche Durchschnittstemperatur 11,6 °C. Während die Mitteltemperatur von Januar (0,6 °C) bis Juli (22,2 °C) kontinuierlich ansteigt, ist von August (21,8 °C) bis Ende Dezember (3,1 °C) ein Rückgang zu verzeichnen. Die Anzahl der Tage mit Frost in Karaman beträgt 81,5 Tage. In etwa neun Monaten des Jahres gibt es Frost.
Der durchschnittliche jährliche Niederschlag in Karaman beträgt 318,4 mm, liegt somit knapp über der agronomischen Trockengrenze (Trockengrenze der Landwirtschaft). Die Verteilung der Niederschläge während des Jahres ist unregelmäßig. Die regnerischsten Monate sind Januar (40,9 mm) und Dezember (49,3 mm). Der trockenste Monat ist der August mit 1,4 mm. Der Niederschlag erfolgt in Form von Konvektionsniederschlägen überwiegend in den Frühjahrsmonaten Januar bis Mai. Infolge der Verschiebung der polaren Luftmassen nach Norden herrscht im Sommer Dürre. Die Zahl der jährlich durchschnittlich auftretenden Schneetage liegt bei 13,0 Tagen, am häufigsten sind diese im Januar und Februar mit etwa jeweils 4 Tagen. Nach den jährlichen Durchschnittsdaten beträgt die relative Luftfeuchtigkeit in Karaman 63 %, in den Wintermonaten ist sie allerdings hoch (um die 78 %) und in den Sommermonaten niedrig (44–52 %).

## Vegetation
Als natürliche Vegetation treten vor allem Steppenpflanzen auf. Thymian (Thymus sipyleus), der in den Hochebenen vom Süden der Stadt Taşkale bis zum Taurusgebirge wächst, breitet sich auf flachen Böden mit geringer Neigung zwischen 1000 und 1700 Metern aus, manchmal allein und manchmal mit anderen Pflanzengruppen. Da die Region um Taşkale seit der Antike als Siedlungsgebiet genutzt ist, wurden potentiell mögliche Wälder als Brennstoffe und Bauholz sowie durch übermäßige Beweidung und Rodung weitgehend beseitigt und durch eine Gras- und Krautformation ersetzt, die man als anthropogene Steppen bezeichnet. Ihre am häufigsten vorkommenden Pflanzen sind neben Thymian u. a. Tragant (Bocksdorn, Astragalus), Hirtenkissen (Igelpolster, Acontholimon), Wermut (Beifuß, Stabwurz, Artemisia herba alba), Mohn (Papaver), Klee (Trifolium) und Veilchenarten (Viola), die rasch mit den Frühjahrs-Niederschlägen blühen, mit dem Regenrückgang und dem Anstieg der Temperaturen aber sehr schnell verdorren. Die Böden eignen sich allerdings gut zum Anbau von Getreide (siehe oben).
In Abhängigkeit von Niederschlägen und Luftfeuchtigkeit treten Restwälder zwischen 1200 und 1800 Metern über den Steppenformationen auf. Typische Vertreter dieser Waldformation sind als hochstehende Bäume Schwarzkiefern (Pinus nigra), Flaumeichen (Quercus pubescens) und Zerreichen (Quercus cerris). Das untere Stockwerk ist gekennzeichnet durch die Lorbeerblättrige Zistrose (Cistus laurifolius), Griechischen Wacholder (Juniperus excelsa), Stechwacholder (Juniperus oxycedrus), Mastixstrauch (Pistacia lentiscus), Strauch-Jasmin (Jasminum fruticans), Hagedorn (Hirschdistel, Crataegus monogyna) und Wildbirne (Ölweiden-Birne, Pyrus elaeagnifolia).

## Touristische Aspekte

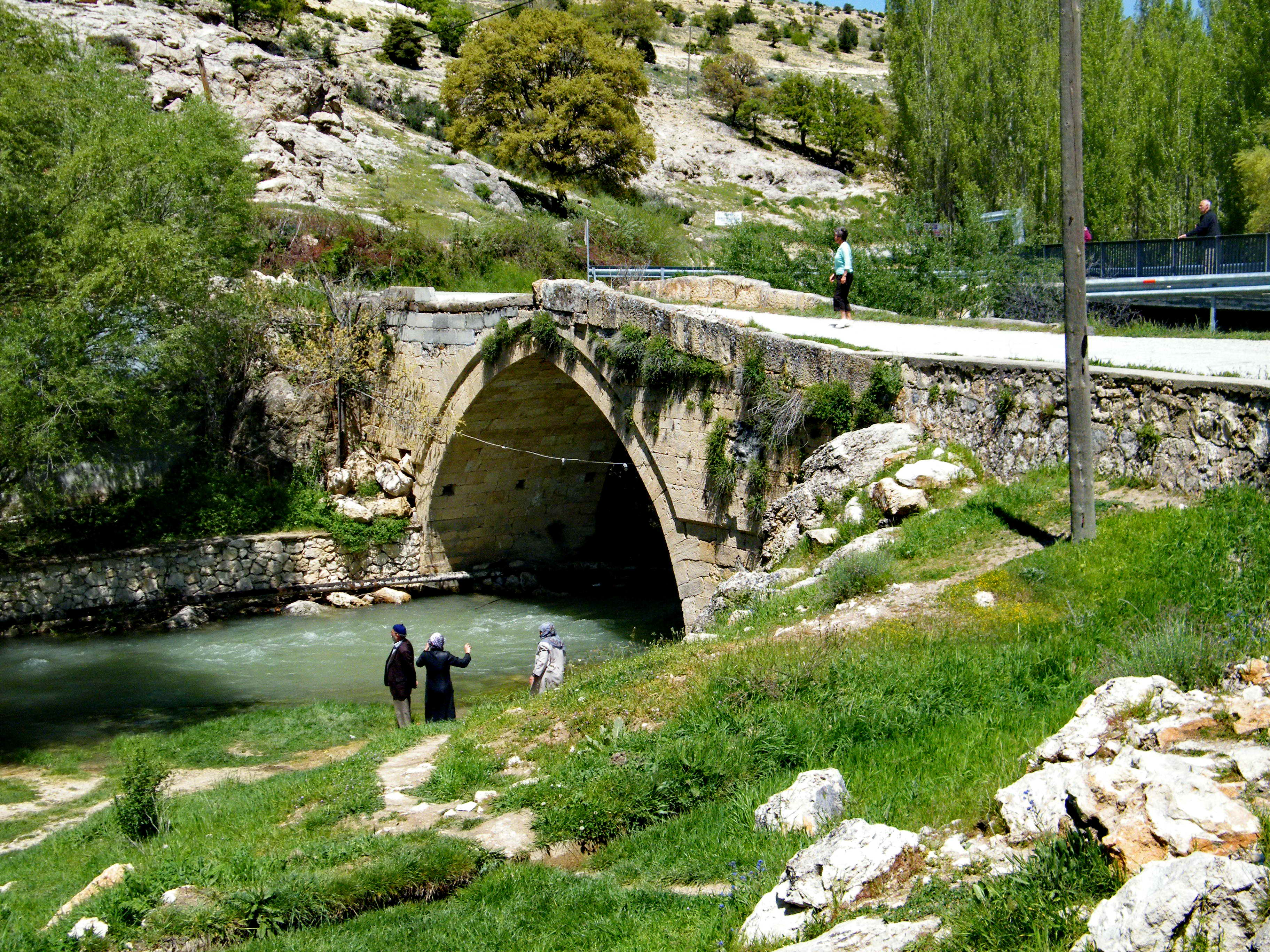
Der Engländer Edwin John Davis (1826–1901) erwähnt die historische Bogenbrücke von İbrala im Yeşildere als Bauwerk aus der karamanidisch-seldschukischen Zeit.

Das türkische Tourismusministerium hat 1992 und 1995 in und um Taşkale Gebiete zum Schutz von Kultur- und Naturgütern ausgewiesen (Gesetz Nr. 3386, Schutzpläne Nr. 2333 und 2863). Mit einer Verfügung des Tourismusministeriums (Nummer 70 / 205-1456-10418) wurde Taşkale 2000 in die „Orte mit Bedeutung für touristische Aspekte“ aufgenommen. Diese Verordnung betraf speziell die historischen Höhlenwohnungen und -depots am westlichen Ortseingang als wichtiges kulturelles Erbe. Darunter fallen u. a. auch 5 historische steinerne Brunnen und 2 historische Steinbrücken im Ort. Besonders besuchenswerte touristische Plätze in und um Taşkale sind die historischen Getreidespeicher, die Manazan-Höhle sowie die Höhlen von İncesu und Asarini sowie der Wasserfall und die Quellen von Gürlük (Gürlevik) Pınarı. Beachtenswert ist auch die steinerne Bogenbrücke (Akköprü, auch Taşköprü) auf dem Wege nach Taşkale bei Yeşildere. Sie wird noch von Fußgängern benutzt, ist aber für den Kfz-Verkehr gesperrt. Sie wurde vom Tourismusministerium ebenfalls unter Schutz gestellt. Der Engländer Edwin John Davis (1826–1901) gab leider keine detaillierten Informationen über das Dorf Taşkale, erwähnte aber die Bogenbrücke von Ibrala aus der Zeit der Karamaniden. Diese „Akköprü“ wurde während der seldschukischen Zeit gebaut. Es gibt bislang allerdings keine Unterkunfts- und Erholungsmöglichkeiten für den Tourismus. Einige alte Wohnhäuser mit authentischen Merkmalen sind als Pensionen eingerichtet. Darüber hinaus bietet das städtische Gästehaus auch Unterkunft für externe Besucher. Für den Tourismus reichen diese jedoch nicht aus.

### Historische Getreide-Depots

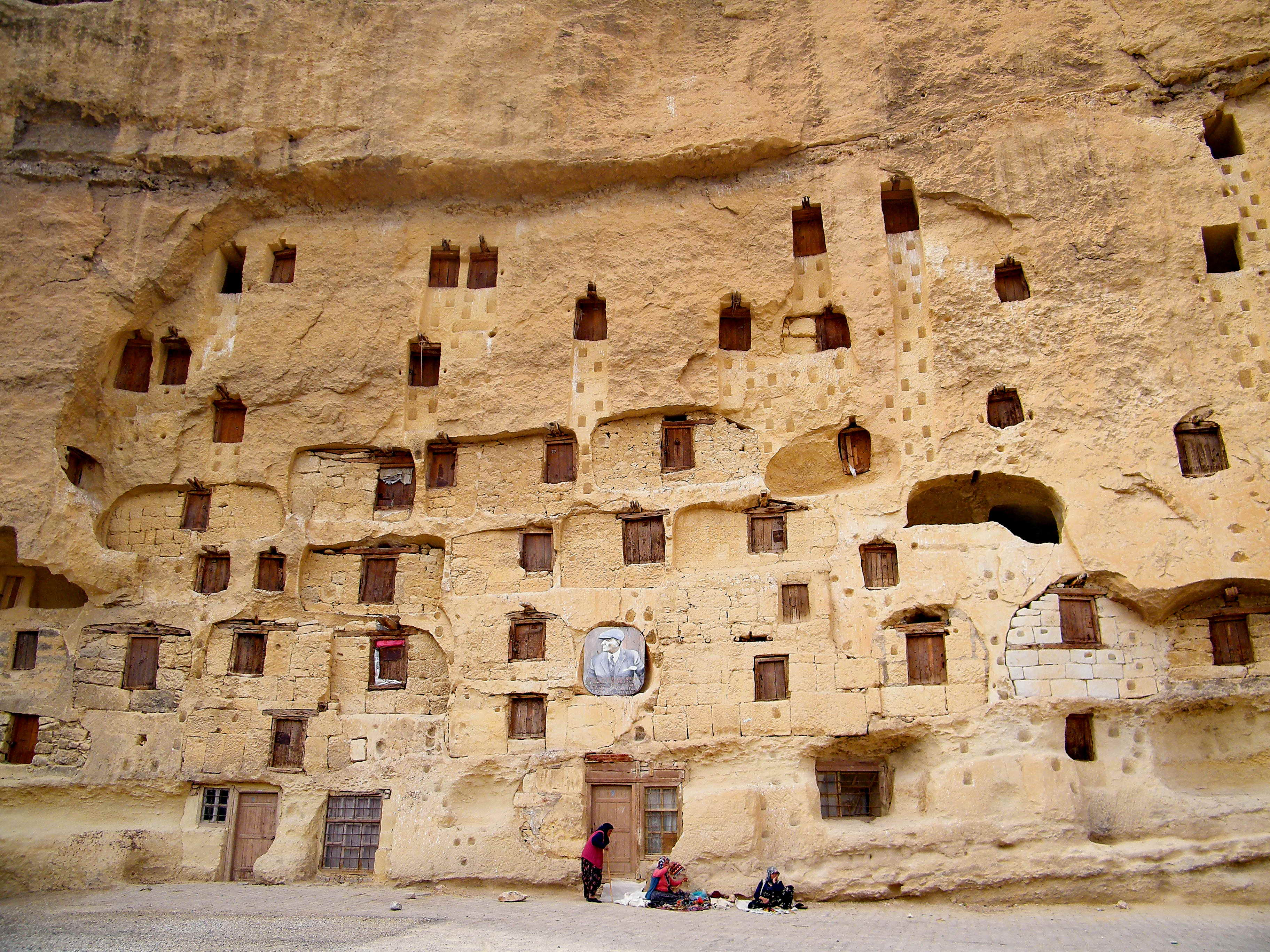
Viele der Speicherhöhlen in der Gesteinswand von Taşkale sind wohl antiken Ursprungs, einige dürften aber erst in nach-byzantinischer Zeit in die Felswand gegraben worden sein.

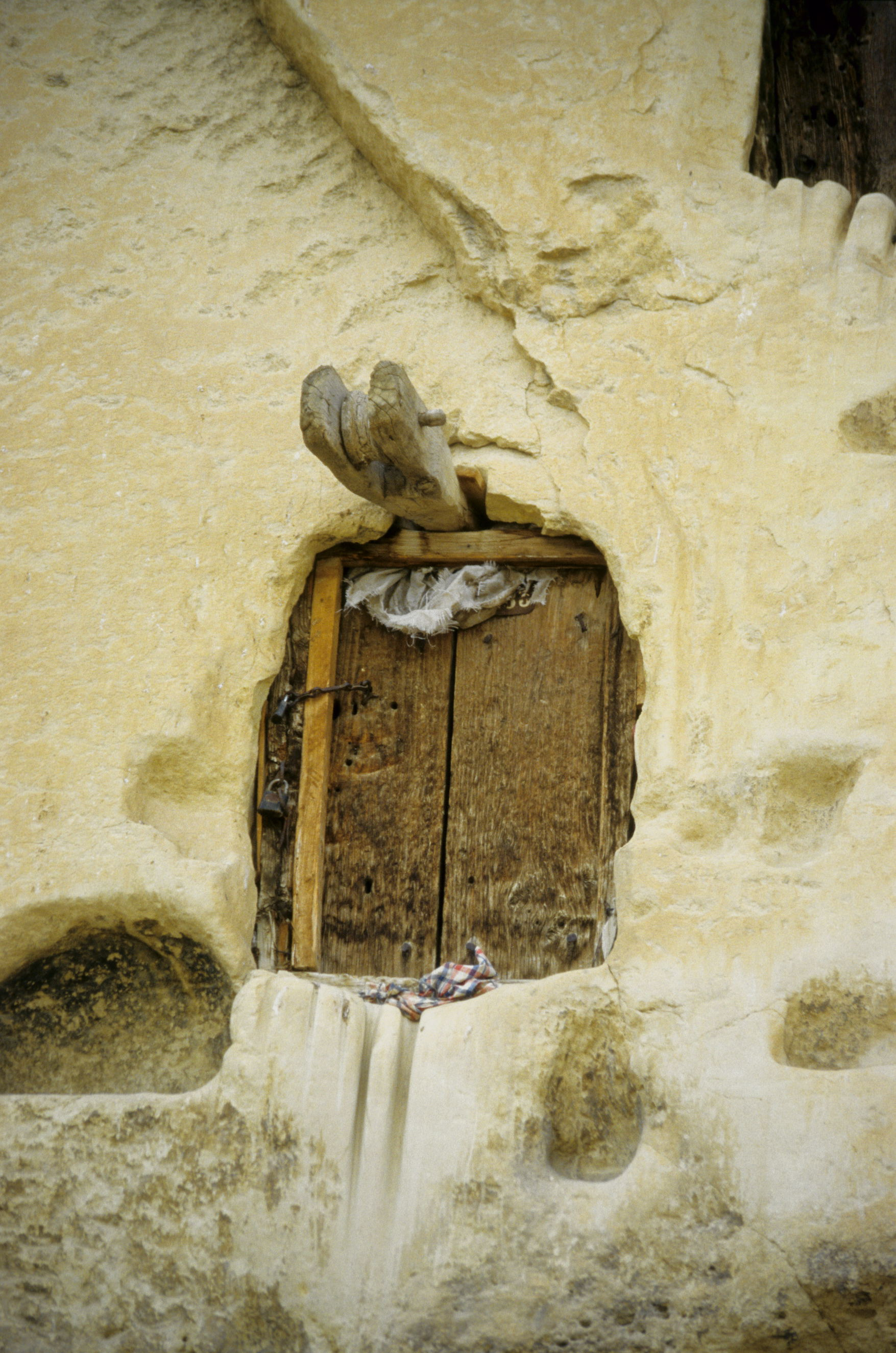
Die zu lagernden Produkte wurden über ein flaschenzugähnliches Rollensystem zu den historischen Speicherhöhlen in der Felswand in Taşkale gehoben.

Die historischen Getreide-Depots von Tașkale bilden die spektakulärsten und interessantesten touristischen Objekte. In einer 165 langen und ca. 40 m hohen Felswand in der sogenannten Kıraman-Formation im Nordwesten unmittelbar am westlichen Ortsanfang von Taşkale befinden sich diese 251 höhlenartigen Felsenlager, die wohl auch verantwortlich waren für die moderne Namensvergabe: „Tașkale“ (Steinburg). Um diese Getreidespeicher anzulegen, wurde die Felswand jeweils in Raumgröße ausgehöhlt und die Fassade zumeist mit Gesteinsblöcken „locker“ durch eine Mauer geschlossen. Diese kubischen Felsräume mit flacher Decke wurden zumeist innerhalb der Felsen durch Gänge miteinander verbunden. Einige der Höhlenwohnungen hatten einen eigenen Getreidespeicher über der Decke. Diese Lagerräume eignen sich aufgrund der Gesteinsart zur Lagerung von Getreide. Die Einheimischen lagern darin seit Jahrhunderten ihre Produkte. Getreideprodukte konnten in diesen Räumen viele Jahre gelagert werden. Laut Untersuchungen des türkischen Amtes für Bodenprodukte zerfiel das gelagerte Getreide in 50 Jahren nur zu 5 % zu Mehl.
Dort leben heute nur noch zwei Familien. Einige der Höhlen stammen aus der Antike, während man bei den meisten davon ausgeht, dass sie während der byzantinischen, seldschukischen und osmanischen Zeit in die Felswand gegraben wurden. Ihre Tiefen erreichen stellenweise 5–10 m. Die Kammern verschiedener Größe, in denen zu jeder Jahreszeit für Luftzirkulation gesorgt ist, haben eine entsprechende Lagerkapazität für 5 bis 60 Tonnen Getreide. Ihre Eingänge sind über Trittsteine und Griffnischen erkletterbar. Die „Bestückung“ mit Lagergut erfolgt über ein Rollensystem ähnlich dem Flaschenzug. Einer der großen Felsräume, der offenbar seit frühchristlicher Zeit genutzt wurde, die sogenannte „Taş Camii“ (Steinmoschee) bzw. „Taş Mescid“ (kleine Steinmoschee), diente in der christlichen Zeit als Kapelle (Kirche) und später als Masjid und Moschee. Der authentische Raum ist auch heute noch für Gottesdienste offen.
Die Getreidespeicher von Taşkale wurden in der sogenannten Kıraman-Formation in drei Sediment-Ebenen angelegt. Diese mittel-obermiozäne Formation liegt diskordant über vor-miozänen Grundgesteinen und besteht aus abwechselnden Schichten von gelbem, braunem tonigen Gestein, hellgrauen Mergeln, gräulichem, dick eingebettetem Kalkstein und Konglomeraten. Die Kıraman-Formation ist graduell mit der mittel-obermiozänen Mut-Formation vergleichbar, die üblicherweise aus gelbem, hellgrauem, cremefarbenem, dick eingebettetem oder massivem, reichlich fossilhaltigem Riffkalkstein und tonigem Sandsteinen besteht. Diese Riff- und tonig-sandigen Kalksteine haben bei Taşkale eine hellgelbe Farbe. Die unteren, mittleren und oberen Ebenen der Gesteinspakete weisen hinsichtlich Textur, Zusammensetzung und Lithologie deutlich unterschiedliche Fazies auf. Diese Gesteinsmasse der Getreidespeicher enthält Fossilienfragmente (0,5 bis 4,5 cm Durchmesser) und hat partiell – insbesondere die unteren und mittleren fossilhaltigem Riffkalksteine – schwache technische Stabilitäts-Eigenschaften. Aufgrund dieser strukturellen Diskontinuitäten und lithologischen Schwankungen sind herabfallende Steine und witterungsbedingte Erosionsschäden zu erwarten, denn diese Gesteinsformationen reagieren empfindlicher auf atmosphärische Bedingungen als die darüber liegenden Kalsteindecken. Kürzlich wurden derartige Steinschläge an den Wänden dieser historischen Getreidespeicher beobachtet.
Untersuchungen an allen Wänden haben daraufhin ergeben, dass sich Risse, Brüche und Fugenöffnungen bilden, die an den Bruchflächen infolge von Feuchtigkeit mit der Zeit zunehmen – insbesondere bei Festigkeitsverlusten im tonhaltigen Kalkstein, der sich speziell unter dem Abschnitt mit den Getreidespeichern befinden. In diesem Zusammenhang traten Steinschläge im nordöstlichen Teil der Getreidespeicher auf, wo die Eingänge der meisten Getreidespeicher durch herausfallende Mauersteine beschädigt wurden. Diese Eingänge wurden dann unter Verwendung der gefallenen Steine wiederhergestellt. Man vermutet, dass das Gewicht der riesigen Kalksteinmasse, die über diesem Abschnitt liegt, eine Rolle bei der Aktivierung dieser Risse spielt. Zudem weisen tonig-sandige Kalksteine und fossile Riffkalksteine im unteren Teil der Gesteinsstrukturen eine hohe Porosität und niedrige Festigkeitswerte auf und sind gegenüber atmosphärischen Bedingungen empfindlicher als die Kalke der oberen Deckschichten.

### Manazan-Höhle

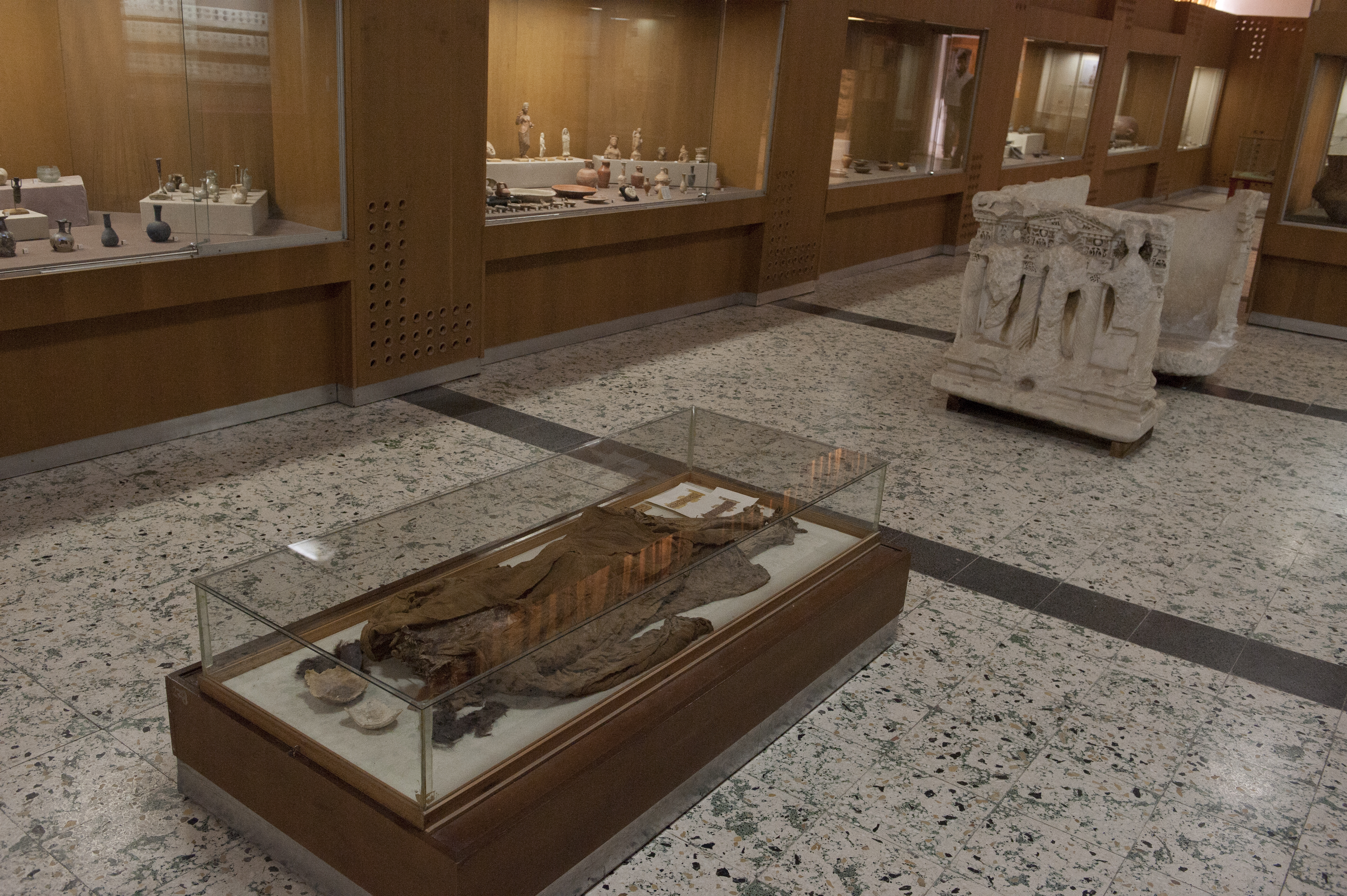
Mumie aus der Manazan-Höhle im Museum Karaman

Die Manazan-Höhle, eine der größten künstlichen Höhlen der Welt, ist ein dreistöckiges Höhlensystem mit Galerien und Hunderten von Räumen, die in den natürlichen Felsen mit hohem Lehmanteil am Nordhang des Ibrala-Tales zwischen Yeşildere und Taşkale unmittelbar nördlich über der Zufahrtsstraße nach Taşkale gegraben wurden. In der Fassade befindet sich eine Kapelle, die beweist, dass die Höhle in die frühchristliche und byzantinische Zeit gehört. Der Ort war im 6. und 7. Jahrhundert während der byzantinischen Zeit bewohnt. Eine byzantinische Gemeinde hat dort eine Nekropole mit 100–150 gut erhaltenen Leichen hinterlassen. Der größte Teil der Grabinhalte war bei den Ausgrabungen leider geplündert. Ruinen, Töpferwaren und eine Inschrift in Manazan zeigen, dass diese Siedlung hauptsächlich in der römischen und frühchristlichen Zeit genutzt wurde. Darüber hinaus wurde dort ein mumifizierter Körper in einer Tunika gefunden, der heute im Karaman-Museum aufbewahrt wird und durch die Ausgräber ins 8. Jahrhundert n. Chr. bzw. anhand der Tunica nicht vor dem zehnten Jahrhundert datiert wird.

### İncesu- und Asarini-Höhlen
Die İncesu-Höhle (İncesu Mağarası) ist eine 1356 m lange Karsthöhle am östlichen Hang des Incesu Çayı 9 km südlich von Taşkale. Sie enthält neben Stalagmiten und Stalaktiten auffällige pilzförmige Tropfstein-Formationen (Stalagnaten, Sintersäulen) und Travertinbecken. Die Höhle wird häufig auch von Menschen mit Asthma-, Bronchitis- und Herzerkrankungen besucht. Sie ist beleuchtet, seit 2013 für den Tourismus geöffnet und dank der asphaltierten Zufahrtsstraße leicht zu erreichen. Die 750 m lange 350 m südlich gelegene Asarini-Höhle (Asarini Mağarası) weist ähnliche Eigenschaften auf. Es wird derzeit untersucht, ob auch diese Höhle bei der Behandlung einiger Atemwegs-Erkrankungen hilfreich ist. Beide Höhlen haben geeignete Bedingungen zur Anlage von Pilzkulturen und zur Lagerung von Lebensmitteln sowie zur Lagerung von Tulumkäse nach traditionellen Methoden.

### Gürlük (Gürlevik): Quelle und Wasserfall
Der Platz Gürlük (Gürlevik) Şelalesi ve Pınarı mit Karstquellen und einem Wasserfall im Südwesten des Dorfes Taşkale ist berühmt für seine Quellen und Forellenzuchtanlagen und ein wichtiger lokaler Erholungsort. 1990 führte der deutsche Geologe F. J. Krieg dort Forschungen in der Höhle durch, aus der das Quellwasser stammt. Die entsprechende 2397 m lange Gürlevik-Höhle liegt am Südhang des İbrala Çayı-Tals gegenüber von Taşkale in den dortigen miozänen Kalksteinen an der Straße zum İncesu-Höhlensystem. Sie ist eine hydrologisch aktive Höhle mit einem großen unterirdischen Fluss, großen Siphons und Seen. Einige Teile der Gürlevik-Höhle bestehen aus zwei miteinander verbundenen Ebenen. Aufgrund des Siphons ist es hier nicht möglich, die Höhle zu betreten. Diese Quelle wird vom İncesu-Karstwasserstrom über das unterirdische „İncesu-Akçaşmasad-Gürlevik-Wassersystems“ gespeist.

### Ruinen von Miske (Miske Kalebaşı)
Die Miske-Ruinen, etwa 15 km südlich von Taşkale gelegen, wurden erst 2005 als archäologische Stätte registriert. Dabei handelt es sich offenbar um die Reste einer Burg mit einer anschließenden Siedlung auf einem flachen, etwa 30 m hohen nasenförmigen Kalksteinsporn mit jeweils Quellen auf der Ost- und Westseite der Siedlung und einer Nekropole im Westen. Die Anlage, auch Kalebaşı genannt, weist die Spuren einer großen alten Siedlung auf, die sich auf einer Höhe von 1694 m über ein großes Gebiet erstreckte. Aufgrund von Mauerfundamenten ist es sehr wahrscheinlich, dass der Ort bereits während der frühen Bronzezeit im 2. Jahrtausend v. Chr. bewohnt war. Die auf einem 50 m hohen Felsen gelegene Burg ist etwa 500 × 250 m groß und beherrscht eine in Ost-West-Richtung gelegene Siedlung und eine alte hethitische Handelsroute. Die Ruinen, die viele Spuren von Gebäuderesten aufweisen, sind schwer zerstört. Die Keramikreste hier weisen darauf hin, dass es sich um eine Siedlung handelt, die in römischer und byzantinischer Zeit erneut besiedelt wurde. Sowohl die beherrschende Stellung der Burg als auch die Größe von Miske deuten darauf hin, dass der Ort einen wichtigen Grenzübergang in der Verbindung zwischen Zentralanatolien und den südlichen Regionen markiert. Östlich und westlich der Siedlung Miske gibt es Quellen, die noch genutzt werden. Die Westseite von Miske in Richtung Kitabalan Dağı bildet ein Nekropolengebiet. Auf der Nordwand des Burgfelsens befinden sich zwei Felsenkammergräber, wovon eines unvollendet blieb. Römische Gräber am westlichen Rand der Burg wurden von Schatzsuchern zerstört. Östlich davon werden neue Marmorsteinbrüche betrieben.

### Ruinen von Zanzana
Darüber hinaus gibt es ein weiteres Ruinengebiet, Zanzana, 12 km ebenfalls südlich von Taşkale mit grundlegenden Spuren einiger Gebäude und einer Kirchenruine sowie einem Mausoleum etwa 500 m östlich davon. Der monumentale Grabbau, der auf einem Stufenpodest zu stehen scheint und dessen Fragmente verstreut sind, wurde mit regelmäßigen rechteckigen Steinen aus der Römerzeit erbaut, was in der Region nicht unbedingt üblich ist.